# Pipistrellus hesperus
Pipistrellus hesperus är en fladdermusart som först beskrevs av Harrison Allen 1864.  Pipistrellus hesperus ingår i släktet Pipistrellus och familjen läderlappar. IUCN kategoriserar arten globalt som livskraftig. Inga underarter finns listade i Catalogue of Life. Wilson & Reeder (2005) skiljer mellan två underarter.
Arten har gulgrå päls på ovansidan och något ljusare päls på buken. Fladdermusen kännetecknas av en svart nos, svarta öron och en mörk flygmembran. Den har 34 tänder. Med en kroppslängd av 68 till 80 mm, inklusive en 23 till 34 mm lång svans och en vikt av 3 till 6,5 g är Pipistrellus hesperus en av de minsta fladdermöss i Nordamerika. Den har 27 till 31 mm långa underarmar och 11 till 13 mm långa öron.
Denna fladdermus förekommer i västra USA och i Mexiko. Den lever i klippiga områden och öknar med glest fördelad växtlighet samt i buskskogar och gräsmarker. Arten behöver alltid lite vatten i närheten.
Individerna vilar i bergssprickor, i gruvor, i underjordiska bon som skapades av andra djur samt i byggnader. Pipistrellus hesperus håller under den kalla årstiden vinterdvala. Honor bildar i samband med ungarnas födelse egna kolonier som är skilda från hanarna. Jakten sker ofta tät över marken. Vid viloplatsen registrerades ensamma exemplar och små kolonier.
Arten jagar olika flygande insekter som flugor, skalbaggar, nattfjärilar och mindre getingar. Pipistrellus hesperus börjar jakten redan före skymningen. Det är omstritt om arten använder ekolokalisering för att hitta enskilda byten. Under en studie iakttogs fladdermusen när den flög genom en svärm med insekter där den troligen fick tag i några byten. Enligt ett fåtal dokumentationer föder honor två ungar per kull.